# دوري جزر كوك لكرة القدم 1950
دوري جزر كوك لكرة القدم 1950 (بالإنجليزية: 1950 Cook Islands Round Cup)‏ هو موسم من دوري جزر كوك لكرة القدم. فاز فيه Titikaveka F.C. ‏.